# Daniel Woodley Prowse
Pour les articles homonymes, voir Prowse.
Daniel Woodley Prowse, né le 12 septembre 1834 à Port de Grave, Terre-Neuve et mort le 27 janvier 1914 à Saint-Jean de Terre-Neuve, est un avocat, homme politique, juge, historien, essayiste et fonctionnaire.

## Biographie
Daniel Woodley Prowse, né le 12 septembre 1834 à Port de Grave, Terre-Neuve, est le quatrième des sept enfants de Robert Prowse et de Jane Woodley.
En 1861 il se présente dans le district de Burgeo and LaPoile sous la bannière du Parti conservateur de Hugh Hoyles (en), et est élu.
En 1869 il est nommé juge d’un tribunal itinérant.
Il est l'un des premiers à écrire une histoire complète de Terre-Neuve en 1895 portant le titre de A History of Newfoundland.
Daniel Woodley Prowse meurt le 27 janvier 1914 à Saint-Jean de Terre-Neuve.